# Rivoluzioni di Tunisi

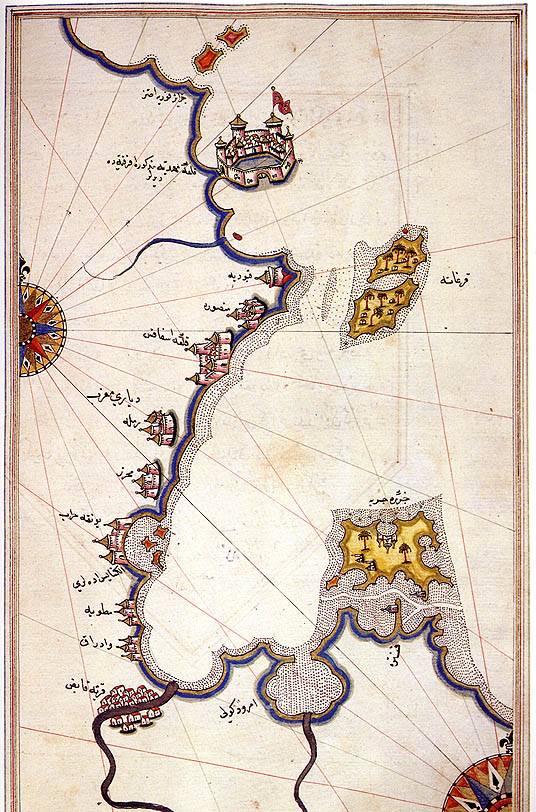
Carta di navigazione ottomana del XVI secolo, rappresentante la costa sudorientale della Tunisia

Le rivoluzioni di Tunisi o guerra di successione muradide fu un periodo di guerre civili nella Tunisia ottomana. Esso ebbe inizio con la morte del sovrano Murad II Bey nel 1675 e proseguì sino alla presa di potere di Al-Husayn I ibn Ali at-Turki nel 1705. I belligeranti furono Ali Bey al-Muradi e Muhammad Bey al-Muradi (figli di Murad II Bey), il loro zio Muhammad al-Hafsi al-Muradi (pascià di Tunisi), diversi Dey di Tunisi, la milizia turca di Tunisi ed il Dey di Algeri.
Gli storici concordano sul fatto che le rivoluzioni si sono originate dal costante conflitto di potere all'interno della dinastia dei Muradidi la quale tentò di distaccarsi dal controllo ottomano e la milizia di Tunisi (capeggiata dal divan) che si scontrò nel primato coi bey e si rifiutò di sottomettersi al loro crescente governo potere monarchico. I dey di Tunisi si trovarono nel bel mezzo della tempesta, talvolta schierandosi con la milizia per poter ottenere vantaggi personali, talvolta coi muradidi.

## Contesto

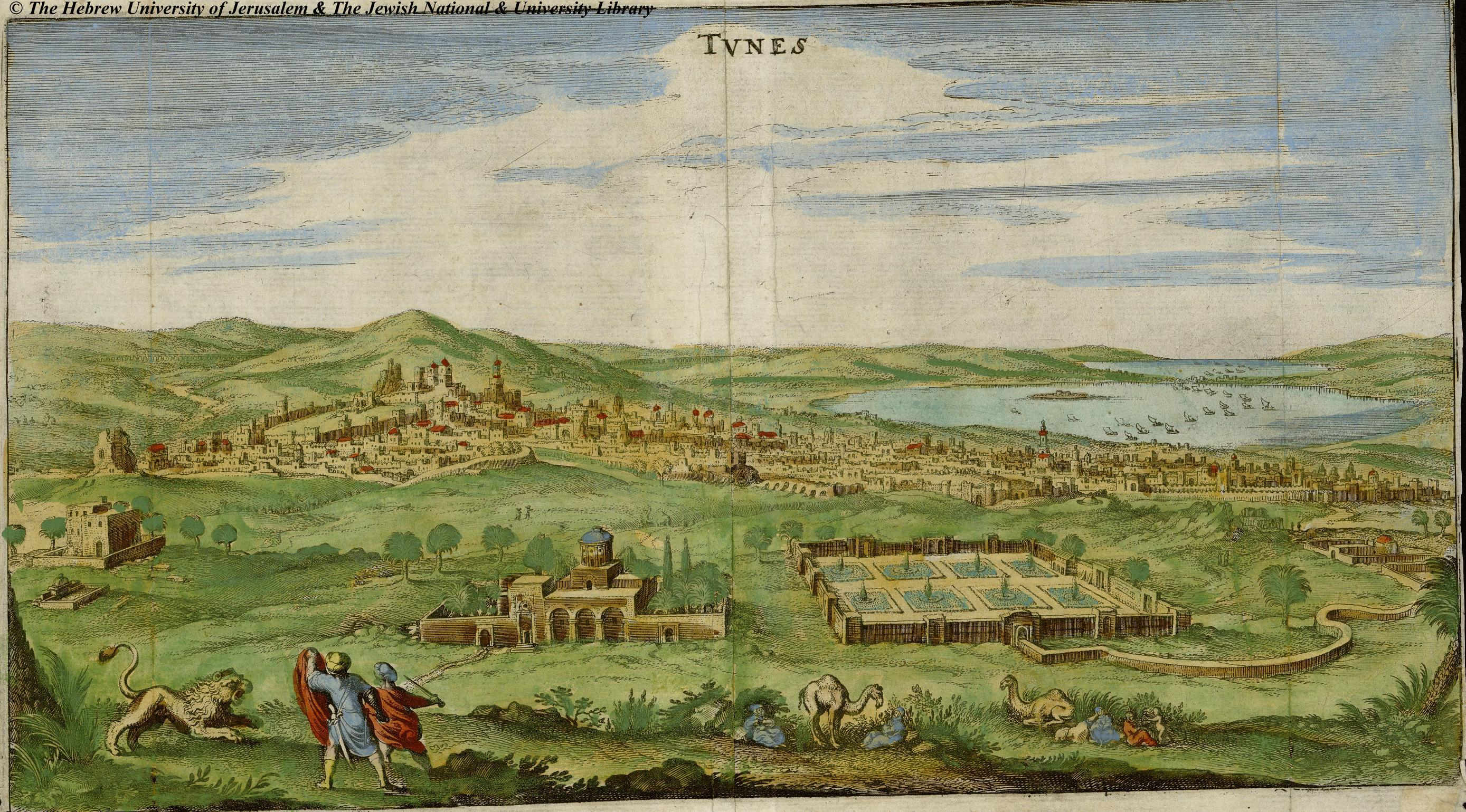
Veduta di Tunisi a metà del XVII secolo, i giardini ed il palazzo del Bardo sullo sfondo

Dalla conquista ottomana del 1574, la reggenza di Tunisi era stata organizzata in modo tale che il potere dei bey (i Muradidi nel periodo in questione) fosse controbilanciato dal divan della milizia turca, che eleggeva un dey che era de facto il padrone del paese, dal momento che il pascià era limitato ad un ruolo puramente onorifico. Il sistema rimase tale sino a Murad II Bey, figlio di Hammuda Pasha Bey, il quale costrinse il dey ed il divan della milizia turca a riconoscerlo come bey prima della morte di questi. Murad II privò il divan delle sue prerogative, come ad esempio l'elezione del dey, atto evitato dai suoi predecessori che rispettarono la separazione dei poteri tra l'Impero ottomano e l'area di Tunisi.
Alla morte di Murad II nel 1675, il divan ed il dey tentarono di liberarsi entrambi dalla posizione in cui soggiacevano; they decided they would no longer allow what they considered to be an usurpation of power by the Muradid Beys.

## La successione a Mourad II Bey
Il nuovo bey nel 1675, riconosciuto dopo la morte di Murad II, fu Muhammad Bey al-Muradi. Ad ogni modo, alcune settimane dopo che ebbe assunto la propria nuova posizione, esiliò suo zio Muhammad al-Hafsi, che il divan aveva eletto a dey per controbilanciare il fratello Murad II. Per protocollo egli divenne superiore a suo nipote, oltre al fatto che a livello di prestigio egli era figlio di Hammuda Pasha Bey, che per popolarità aveva superato persino Murad II.

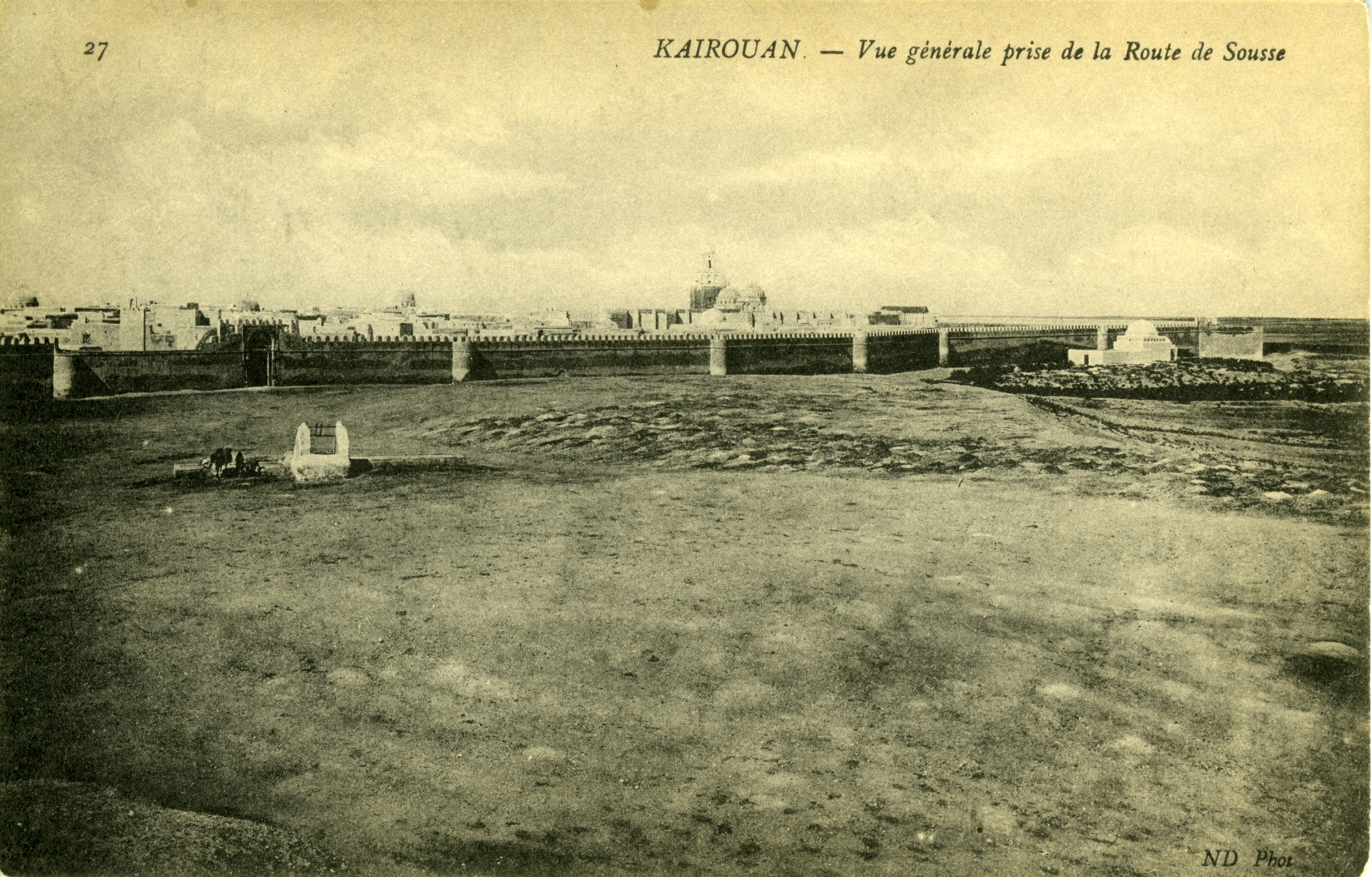
Veduta delle mura di Kairouan, da cui Muhammad Bey al-Muradi venne esiliato nel 1677

Il secondogenito di Murad II, Ali Bey, deluso per la mancata condivisione del potere aveva cercato rifugio presso il bey di Costantina; riuscì a portare dalla sua parte le tribù della Tunisia nordoccidentale con la promessa d'oro e d'argento. Muhammad Bey al-Muradi lasciò Tunisi prima delle truppe di Ali e si esiliò a Kairouan. Ali assediò la città ma Muhammad rispose con la chiamata in battaglia. La Battaglia di El Kerima, che ebbe luogo nella piana di El Fahs nel 1677 venne vinta da Ali. Assediò con le sue truppe Kairouan e fece ritorno a Tunisi per essere riconosciuto poi come bey al posto di suo fratello che rimase assediato a Kairouan.
Muhammad al-Hafsi Pasha tornò dal suo esilio nelle terre ottomane con nuove truppe reclutate ed alleati a suo nipote Muhammad Bey al-Muradi contro Ali Bey. Dopo la mediazione del Dey di Algeri, venne siglato un trattato il 10 dicembre 1679 tra i tre principi muradidi ed il divan della milizia: Ali rimase bey di Tunisi, suo fratello Muhammad divenne qaid dei sandjaks dell'interno e Muhammad al-Hafsi rimase pasciaà di Tunisi.

## La rivoluzione di Muhammad al-Hafsi Pasha
Il titolo di pascià, puramente onorifico e senza poteri, non piacque a Muhammad al-Hafsi. Egli complottò segretamente con suo nipote Muhammad per detronizzare il dey di Tunisi, alleato di Ali Bey. Egli ad ogni modo fallì il suo tentativo di conquista e venne esiliato questa volta a Istanbul. L'equilibrio tra le forze in campo venne rotto, i due fratelli Ali e Muhammad ripresero il loro conflitto nel paese. A questo punto, il divan e la milizia bypassarono i due fratelli ed elessero il loro nuovo dey, Ahmed Chelebi, molto popolare tra i turchi. Egli nominò un nuovo bey, il suo mamelucco Muhammad Manyout. I due fratelli, resisi conto di aver perso il proprio potere, proclamarono una tregua e si unirono contro il dey ed il suo nuovo bey. Essi ottennero anche il supporto del dey di Algeri, Ahmed Khodja, il quale temeva che lo spirito rivoluzionario avrebbe potuto diffondersi anche tra i soldati turchi ad Algeri.
Tunisi venne saccheggiata nel maggio del 1686 dalle armate del dey di Algeri. Muhammad Bey sospettò suo fratello di tradimento con gli algerini per prendere il potere per sé conquistando Tunisi. Egli infatti fece assassinare Ali e mantenne il solo potere a Tunisi. Muhammad Ben Cheker, comandante delle tribù del nordest razziate dagli algerini, era rimasto a Tunisi per controllare il bey per conto del dey di Algeri. Muhammad Bey al-Muradi tentò di portare Ben Cheker dalla sua parte offrendogli la figlia in matrimonio, ma Ben Cheker desidrava il baliaggio per sé. Non poté trovare però supporti a Tunisi: la milizia lo odiava per la precedente collusione con i bey muradidi. Ben Cheker lasciò Tunisi e raccolse le forze del dey di Algeri che lo incoraggiavano ad assediare la città. Dopo un lungo assedio che fu pesante per la popolazione e la dipartita di Muhammad Bey al-Muradi verso la Tunisia meridionale, Tunisi cadde nelle mani del dey di Algeri, Chaabane Khodja, e di Ben Cheker per la seconda volta il 12 novembre 1694.

## Il ritorno al potere di Muhammad Bey al-Muradi
Questa volta, la popolazione di Tunisi ne aveva abbastanza sia dei turchi che delle tribù di Ben Cheker che avevano razziato e spogliato i mercati di Tunisi. La loro rabbia incoraggiò i sostenitori di Muhammad Bey al-Muradi e questi insorsero contro le autorità occupanti con la milizia turco-tunisina alla loro testa. Muhammad Bey, con l'assistenza dei rinforzi ottomani ed altri reggimenti delle tribù locali, riuscì ad attaccare Ben Cheker quando venne isolato dai suoi alleati algerini. La battaglia ebbe luogo tra le mura di Kairouan il 1 maggio 1695; le truppe di Ben Cheker vennero fatte a pezzi ed egli dovette esiliarsi in Marocco presso il sultano Ismail Ibn Sharif per non finire ucciso. Dopo di ciò, Muhammad Bey al-Muradi si portò a Tunisi durante il mese del Ramadan, la popolazione aprì i cancelli della città e lo acclamò ancora una volta come bey il 5 maggio 1695. Il dey di Tunisi, abbandonato dal dey di Algeri, Chaabane Khodja, cercò rifugio nella kasbah della cittadella ma venne scoperto e linciato dalla folla per i crimini commessi durante il suo regno.
Muhammad Bey al-Muradi riportò la pace e la tranquillità nel paese ed avviò i lavori di ricostruzione di Tunisi, danneggiata da due assedi. Morì nel 1696 ed i suoi figli vennero reputati troppo giovani per succedergli. Romdhane, il figlio minore di Murad II Bey e mediocre luogotenente di suo fratello Muhammad Bey, venne nominato bey.

## La rivoluzione di Murad III Bey

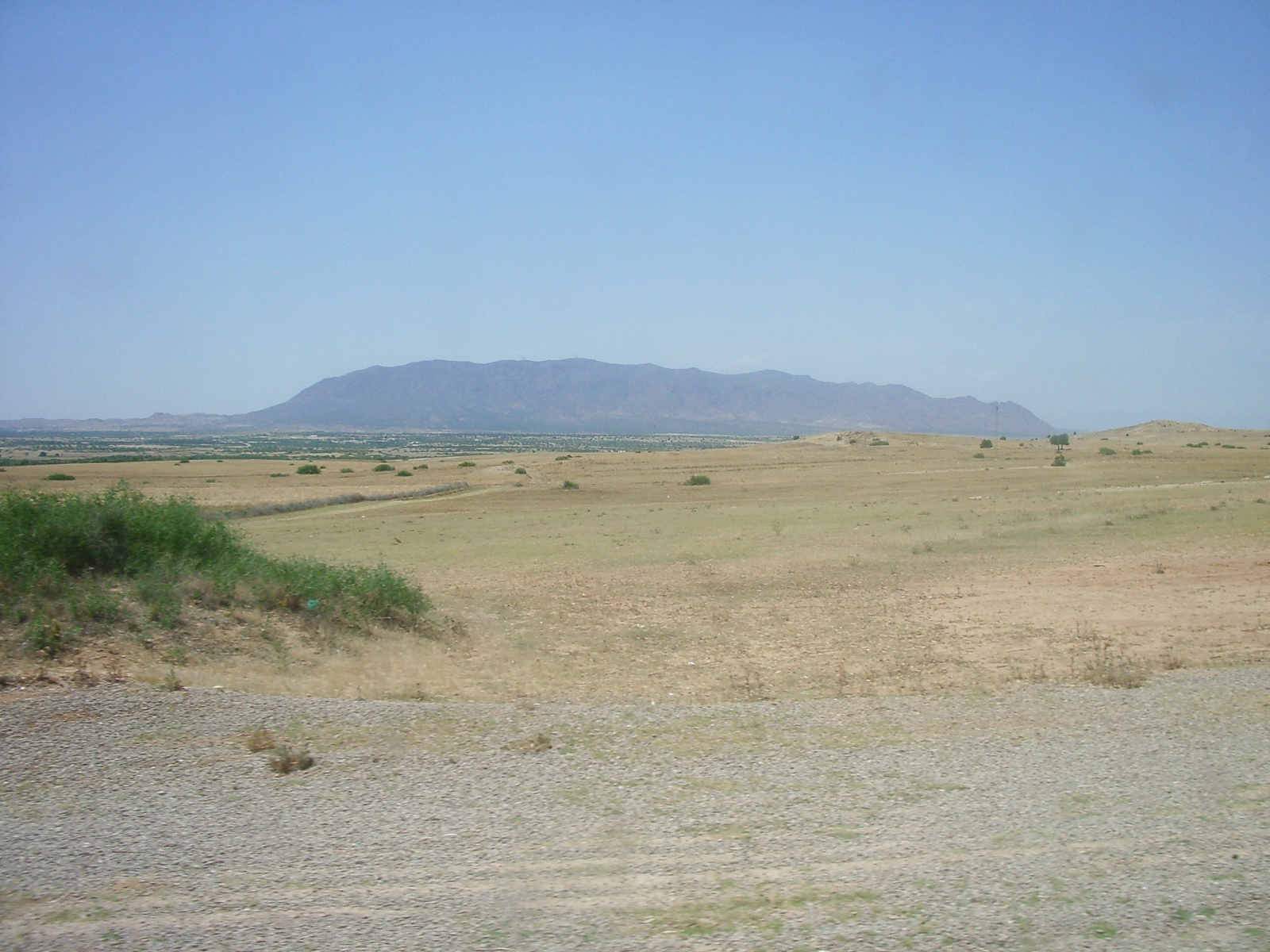
Djebel Ousselat vista dalla pianura di Sahel, luogo di rifugio di Murad III Bey

Incapace di governare, Romdhane Bey pose il governo del baliaggio nelle mani di Madhul, suo mamelucco e musicista, originario di Firenze. Il malcontento iniziò ad elevarsi nuovamente tra la popolazione e la milizia, come risultato dell'incapacità di Madhul di reggere la città. Egli diresse i sospetti del bey per questi malumori contro suo nipote Murad, il quale venne convocato a Dar El Bey ed accusato di cospirazione e sedizione. Romdhane Bey lo condannò alla cavatura degli occhi, ma Murad fuggì a Djebel Ousselat per far ripartire da qui una rivolta contro suo zio. Le guarnigioni turche del centro della Tunisia e lungo la costa presero le parti di Murad, il quale ottenne anche dei cavalieri arabi come rinforzi. Romdhane Bey iniziò a temere per la situazione e pensò di fuggire, ma venne catturato dai seguaci di suo nipote e decapitato nel 1699.
Murad III Bey rientrò a Tunisi e venne proclamato bey all'età di 18 anni. Rivelando il suo lato saguinario e violento, fece assassinare tutti i vecchi sostenitori di suo zio e colse l'opportunità per eliminare quanti complottavano col dey di Algeri che nel frattempo tentò di sfruttare il disordine per ottenere ancora una volta il controllo su Tunisi. Murad III Bey ebbe dalla sua parte il divan che voleva vendicarsi degli algerini e che quindi fu felice di dichiarare loro guerra. Murad III penetrò a Costantina con un forte contingente della milizia di Tunisi e un distaccamento di forze alleate di Tripoli comandate da Khalil Bey. Il dey di Algeri, Ali Khodja, venne sconfitto appena fuori dalle mura della città nel 1698. Il divan di Algeri contrattaccò con tutte le sue forze, costringendo Murad III Bey ad abbandonare l'assedio di Costantina ed a ritornare a Tunisi.

## Il colpo di stato di Ibrahim Sharif
Murad III Bey riprese le ostilità col dey di Algeri ed il bey di Costantina tre anni più tardi. Egli invitò dunque Ibrahim Sharif, agha dei giannizzeri di Tunisi, a reclutare truppe a Istanbul. Qui Ibrahim ottenne l'ordine di portar fine alle ostilità tra Tunisi ed Algeri con qualsiasi mezzo necessario. Ad ogni modo, quando le navi piene di reclute dall'Anatolia giunsero a Ghar El Melh e Murad III Bey le guidò al confine algerino era il 1702. Ibrahim Sharif complottò contro Murad III con altri luogotenenti, tra cui l'agha dei sipahis (comandante di cavalleria), il futuro Husayn I Bey.

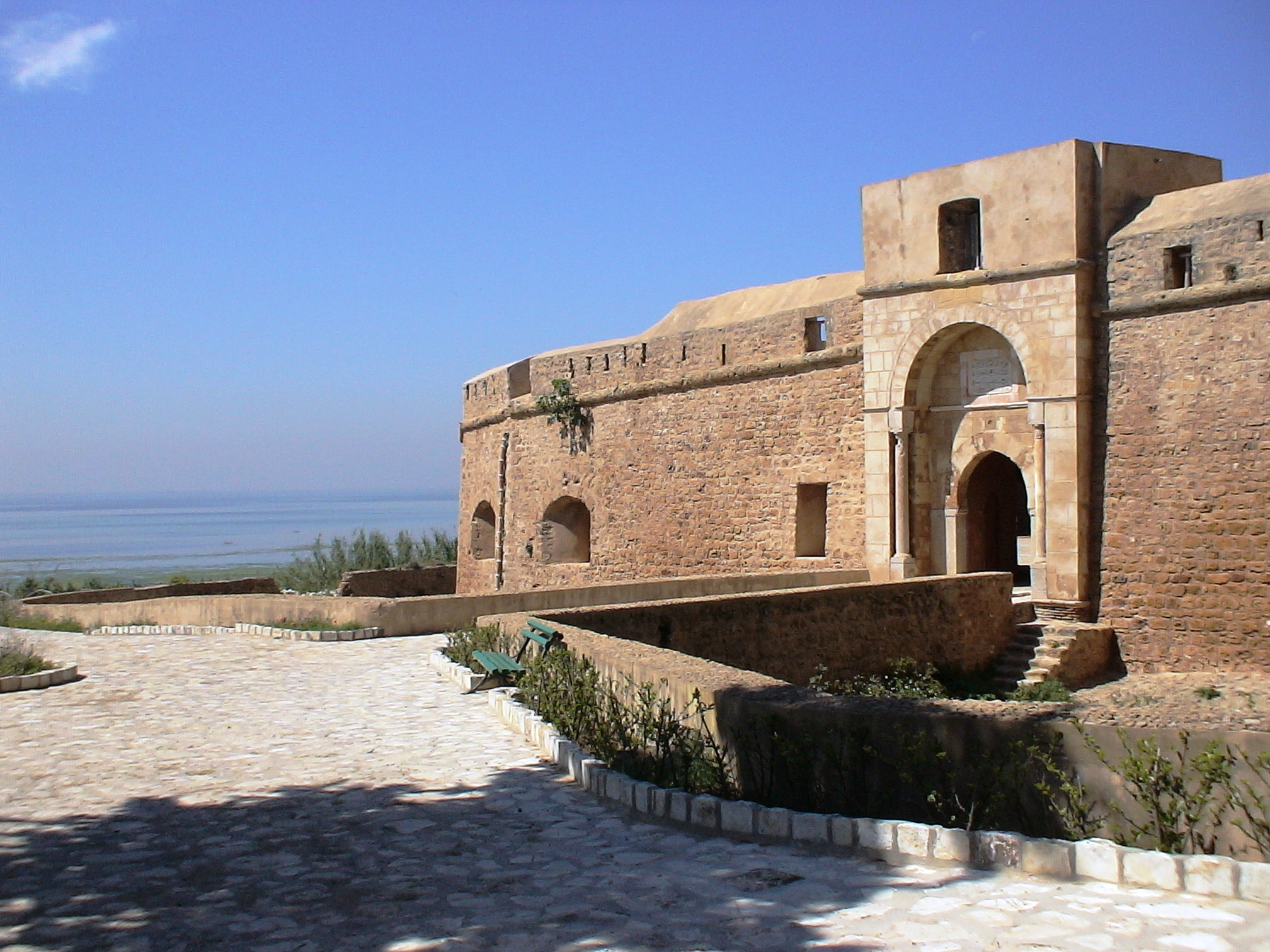
Il forte di Ghar El Melh dove Ibrahim Sharif venne alla fine assassinato da agenti di Husayn I Bey

Murad III Bey venne assassinato sulle rive del Wadi Zarga l'8 giugno 1702; Ibrahim Sharif stava cavalcando con lui di ritorno da Costantina quando questi sparò col suo blunderbuss al bey che iniziò ben presto a sanguinare e venne ben presto circondato dai suoi ufficiali, uno dei quali gli tagliò la testa con la sua spada.
Ibrahim tornò ed assassinò tutti gli altri principi: Hassan il fratello di Murad II ed i suoi cugini tra cui un figlio di appena quattro anni. Tornò quindi a Tunisi con l'esercito per annunciare la fine del governo della dinastia dei Muradidi durata un secolo. Egli venne nominato bey di Tunisi e nel contempo si fece eleggere anche dey, annunciando nel contempo l'abolizione del titolo.
Ibrahim Sharif divenne molto popolare tra i turchi per aver sterminato la famiglia dei Muradidi e specialmente per la sua centralizzazione dei poteri. La debolezza della sua autorità ad ogni modo attrasse l'attenzione del dey di Algeri, che era alla ricerca di vendetta, e dei tripolitani che desideravano l'isola di Djerba che era stata loro sottratta cinquant'anni prima. Ibrahim Sharif riuscì a combattere il bey di Tripoli a sud delpaese, ma venne sconfitto dal dey di Algeri presso Kef il 10 luglio 1705. Catturato, venne portato ad Algeri. Alcuni giorni dopo, l'agha dei sipahis tornò a Tunisi col resto dell'esercito di Ibrahim Sharif. Questo agha, già Khaznadar (tesoriere) di Murad III, era il figlio del governatore di Kef, Ali at-Turki.
Questi venne riconosciuto come nuovo bey dal divan di Tunisi il 15 luglio 1705, inaugurando così una nuova dinastia di bey, gli Husainidi, prendendo il nome di Husayn I Bey.